# باول فنتون (طبال)
باول فنتون (بالإنجليزية: Paul Fenton)‏ هو طبال بريطاني، ولد في 4 يوليو 1946 في Dewsbury ‏ في المملكة المتحدة.